# Profilowanie zawodowe
Profilowanie zawodowe – określenie predyspozycji i umiejętności osoby do sprawowania określonego zawodu czy pewnych preferencji do wykonywania określonych prac np. profilowanie bezrobotnych.